# Alexandr Dolgopolov
Pour les articles homonymes, voir Dolgopolov.
Alexandr Dolgopolov (anciennement Oleksandr Dolgopolov Jr., en ukrainien : Олександр Олександрович Долгополов), né le 7 novembre 1988 à Kiev (alors en URSS), est un joueur de tennis professionnel ukrainien.
Il est droitier et sa surface de prédilection est la terre battue.
En 2011, il se fait connaître du grand public en atteignant les quarts de finale de l'Open d'Australie, après avoir éliminé Jo-Wilfried Tsonga et Robin Söderling.
Il met un terme à sa carrière en mai 2021 .

## Biographie
Alexandr Dolgopolov est né le 7 novembre 1988, à Kiev en Ukraine. Son père, Oleksandr Dolgopolov est un ancien joueur de tennis professionnel. Sa mère, Elena, est une ancienne gymnaste qui a remporté une médaille d'or et une médaille d'argent aux championnats d'Europe. Il a également une sœur cadette nommée Maria. À sa naissance, son père était l'entraîneur d'Andreï Medvedev. Pendant son enfance, sa famille s'installe à New York aux États-Unis. Il a commencé le tennis à l'âge de trois ans. Il a tout d'abord été entraîné par son père. Dans son enfance, Alexandr a pu jouer avec Boris Becker, Andreï Medvedev ou encore Andre Agassi. Depuis 2009, il est entraîné par l'Australien Jack Reader. Ensemble, ils ont réussi à remonter plus de 300 places au classement ATP en moins d'un an. Ses coups sont devenus plus agressifs sur surface dure. Dans le passé, il préférait jouer sur terre battue afin de préserver ses genoux. Sa croissance terminée, il est en mesure de rivaliser sur les courts en dur.
Il parle couramment l'anglais et le russe.

### Problèmes de santé
Alexandr Dolgopolov souffre d'un trouble héréditaire appelé le syndrome de Gilbert, qui affecte le foie et le sang. Cela provoque souvent de la fatigue. Son état peut s'aggraver quand il doit faire de longs voyages entraînant des décalages horaires. Des injections médicamenteuses et un régime surveillé lui permettent de se remettre en forme.

## Style de jeu
Alexandr Dolgopolov a un style de jeu peu orthodoxe mais qui s'adapte à toutes les surfaces.Son coup de prédilection est l'amorti qu'il utilise énormément, notamment sur terre battue, rendant la puissance et l'intensité des échanges très sporadiques, déstabilisant ses adversaires en les obligeant à parcourir le terrain très régulièrement. Il peut jouer en contre en cas de besoin mais peut aussi être très agressif. Son service a une cadence très rapide car frappé à balle montante, à la manière d'un Roscoe Tanner, ce qui lui permet de dépasser sans problème les 200 km/h et de réaliser de nombreux aces (8e scoreur en 2011 avec 559 aces) malgré sa petite taille. Il utilise un lift en coup droit unique qui lui permet de placer ses adversaires en dehors du terrain. Son revers est généralement lifté et frappé à deux mains mais il utilise souvent un slice d'une seule main. Il n'a pas peur de venir au filet pour finir les points et il volleye assez bien. Certains ont comparé son style à celui de Roger Federer, mais le jeu inhabituel de l'Ukrainien a le plus souvent été comparé à celui d'Andy Murray parmi les principaux joueurs de tennis. Il a aussi été comparé au Français Fabrice Santoro.
Ses points forts sont le revers à la fois puissant et précis et ses déplacements rapides et efficaces. Il possède également un service puissant frappé avec balle montante et un excellent retour de service. Robin Söderling a dit de lui : « C'est un excellent joueur. Il a un très bon revers, il bouge bien et défend très bien. C'est un grand contreur ». De plus, selon Jo-Wilfried Tsonga, Dolgopolov est un joueur drôle, créatif et imprévisible.

## Carrière
Alexandr Dolgopolov a fait ses débuts sur le circuit ATP en septembre 2006 à l'Open de Roumanie après être sorti des qualifications. Il perd au premier tour face au Belge Christophe Rochus. Il a également fait partie de l'Équipe d'Ukraine de Coupe Davis dans le match contre la Grande-Bretagne, où il a été battu par Andy Murray.
Afin d'être moins influencé par son père et ainsi pouvoir développer son tennis à sa façon, il décide en 2009, à l'âge de vingt ans, de se séparer de son père en tant qu'entraîneur. Il est remplacé par l'Australien Jack Reader.

### 2010
Alexandr Dolgopolov fait une percée sur le circuit ATP au cours de l'année 2010. Il atteint notamment les finales de trois tournois challenger sur terre battue au printemps (Tanger, Meknès, Marrakech), les demi-finales du tournoi d'Eastbourne, perdue contre Michaël Llodra (3-6, 5-7) et de l'Heilbronn Open perdue contre Michael Berrer (3-6, 2-6), ainsi que le troisième tour de Roland-Garros battu par Nicolás Almagro (6-3, 6-3, 6-4). Cette première partie de saison lui permet de rentrer pour la première fois dans le top 50 mondial.

### 2011: 1/4 de finale à l'Open d'Australie et meilleur classement de fin de saison
En 2011, Alexandr Dolgopolov se fait sortir au deuxième tour du tournoi de Brisbane par Andy Roddick (4-6, 1-6), 8e mondial. Il atteint ensuite les quarts de finale du tournoi de Sydney, où il perd face au futur vainqueur Gilles Simon (4-6, 3-6).
Il fait ensuite sensation à l'Open d'Australie, où il élimine successivement Mikhail Kukushkin (6-3, 6-2, 6-4), Benjamin Becker (6-3, 6-0, 3-6, 7-63), puis surtout Jo-Wilfried Tsonga en seizième de finale (3-6, 6-3, 3-6, 6-1, 6-1) 13e mondial alors mené deux manches à une, et Robin Söderling en huitième de finale, en cinq sets (1-6, 6-3, 6-1, 4-6, 6-2) en seulement 2 h 36 de jeu. C'est la première fois qu'il bat un joueur du top 10 mondial, en la personne de Robin Söderling, alors quatrième joueur mondial. C'est aussi la première fois qu'il atteint les quarts de finale d'un tournoi du Grand Chelem. Cependant, cette formidable série se termine à ce stade contre Andy Murray 5e mondial, (5-7, 3-6, 7-63, 3-6) en un peu plus de trois heures dans un match où Dolgopolov fera plus que rivaliser avec le Britannique. À l'issue de ce tournoi, il atteint le 32e rang mondial.
Dolgopolov se rend ensuite sur les terres battues d'Amérique latine. Lors de l'Open du Brésil à Costa do Sauípe, il est tête de série no 4. Il se défait au deuxième tour de Rubén Ramírez Hidalgo, puis de Potito Starace en quart de finale. En demi-finale, il domine le joueur local Ricardo Mello sur le score de 6-2, 6-1. Lors de sa première finale sur le circuit ATP, il affronte l'Espagnol Nicolás Almagro, face auquel il s'incline sur le score de 3-6, 63-7. Grâce à cette finale, il atteint le 20e rang mondial. Dolgopolov joue par la suite au tournoi de Buenos Aires, où il s'incline dès le premier tour face à José Acasuso en deux sets. Ce tournoi lui permet, tout de même, d'atteindre les demi-finales en double pour la première fois de sa carrière. Il participe ensuite à l'Open du Mexique à Acapulco en tant que sixième tête de série. Au premier tour, il élimine le Chilien Paul Capdeville (7-5, 6-2). Il se défait par la suite de son partenaire de double Carlos Berlocq sur le score de 6-4, 6-1. Il atteint les demi-finales en se débarrassant du Suisse Stanislas Wawrinka, tête de série no 4 (6-4, 7-66). Il se heurte ensuite à la tête de série no 1 et sixième joueur mondial, David Ferrer : 7-5, 1-6, 1-6.
Dolgopolov se présente au premier Masters 1000 de la saison au Masters d'Indian Wells. En tant que tête de série no 20, il ne fait ses débuts dans le tournoi qu'au second tour, où il se défait du Roumain Victor Hănescu 6-4, 6-4. Au troisième tour, il s'incline au profit de l'Argentin Juan Martín del Potro. Lors de ce tournoi, il participe également au tournoi du double avec Xavier Malisse. Ils se défont successivement de la paire Tomáš Berdych/Janko Tipsarević sur le score de 4-6, 6-4, 10-8, des têtes de série et no 1 mondiaux Mike et Bob Bryan 7-5, 7-69, 10-8, puis de Jamie et Andy Murray sur le score de 67-7, 6-3, 10-8. En demi-finale, ils dominent la paire Rohan Bopanna/Aisam-Ul-Haq Qureshi (3-6, 6-3, 10-8), ce qui permet à Dolgopolov d'atteindre sa première finale de double. En finale, ils affrontent les médaillés olympiques des Jeux de Pékin, Roger Federer et Stanislas Wawrinka. Ils remportent la finale 6-4, 6-7, 10-7, ce qui permet à Dolgopolov de soulever son premier trophée de double. Dolgopolov continue sur sa lancée lors du Masters de Miami, où il atteint les huitièmes de finale en éliminant consécutivement l'Italien Andreas Seppi sur abandon et le Français Jo-Wilfried Tsonga (62-7, 6-4, 7-5). Il se fait dominer ensuite par le no 1 mondial Rafael Nadal (1-6, 2-6).

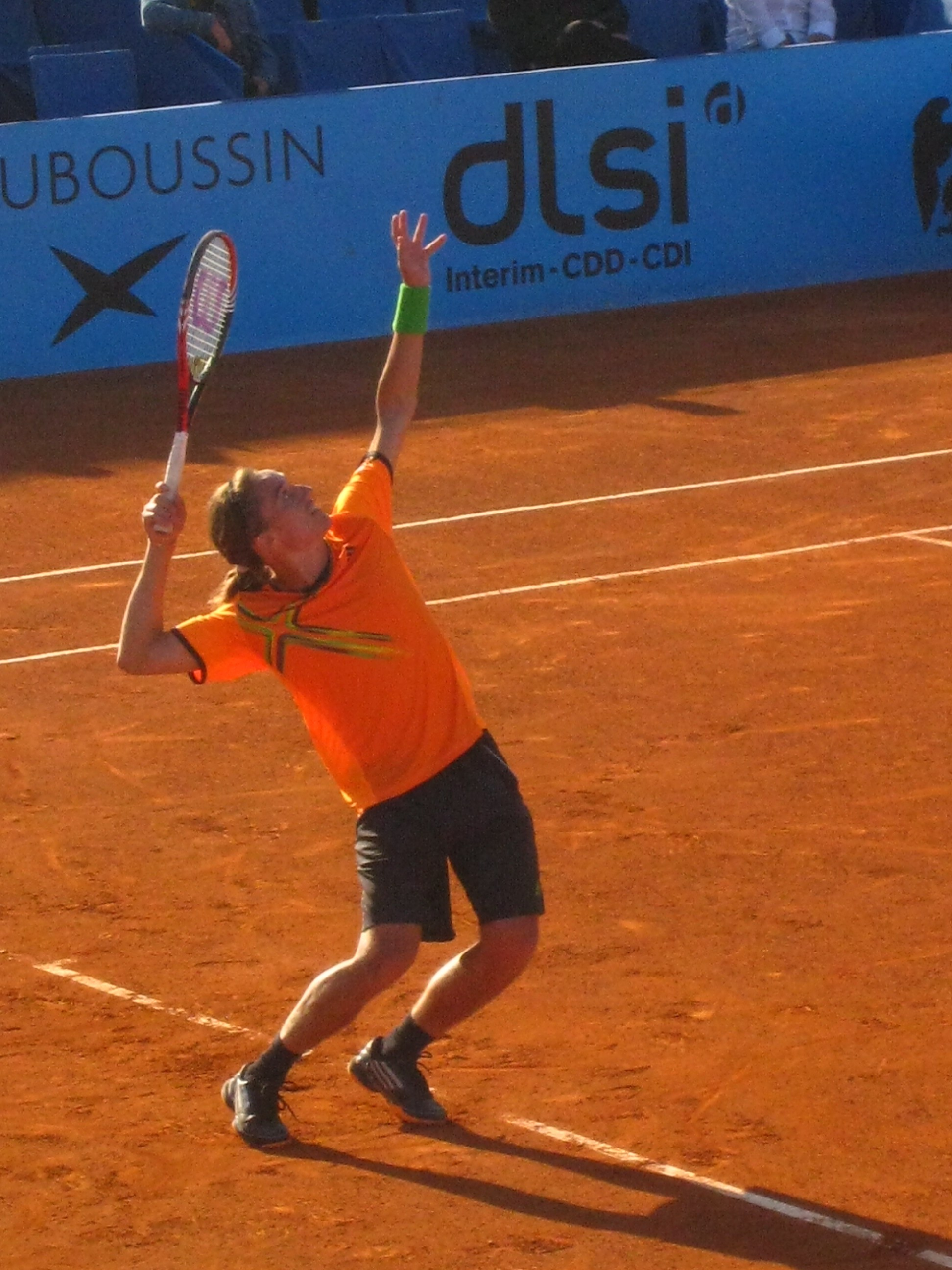
Dolgopolov au service à Nice en 2011.

Dolgopolov connaît un démarrage décevant sur terre battue, en essuyant quatre défaites consécutives au premier tour. Il est battu lors du Masters de Monte-Carlo par Ernests Gulbis (1-6, 4-6) puis perd contre Nikolay Davydenko au Barcelone Open Banco Sabadell, (4-6, 66-7) et par Santiago Giraldo au Masters de Madrid, (1-6, 5-7). Sa quatrième défaite consécutive sur terre battue a lieu lors au Masters de Rome, éliminé sur le score de (3-6, 3-6) par l'Italien Potito Starace. Le 18 avril, Dolgopolov obtient tout de même son meilleur classement en atteignant la 20e place mondiale. Dolgopolov réussit à retrouver une partie de sa forme de début d'année sur terre battue lors de l'Open de Nice, avant de commencer Roland-Garros. Il bat Filippo Volandri au premier tour, 7-5, 6-3. S'ensuit une victoire sur Pere Riba, (7-65, 7-65) pour atteindre les quarts de finale. Là, Dolgopolov domine la tête de série no 1 David Ferrer (6-4, 1-6, 7-5). En demi-finale, il s'incline face au Roumain Victor Hănescu (3-6, 3-6).
Lors du second Grand Chelem de la saison à Roland-Garros, il affronte au premier tour l'Allemand Rainer Schüttler et remporte le match 6-3, 6-3, 6-1. Au second tour, il domine l'Autrichien Andreas Haider-Maurer en trois sets 6-2, 6-4, 6-2. Au troisième tour, il affronte le 15e mondial Viktor Troicki face auquel il s'incline 4-6, 6-3, 3-6, 4-6. Accompagné en double par le Belge Xavier Malisse, il élimine au premier tour les têtes de série no 12 Mark Knowles et Michal Mertiňák 6-2, 7-63. Ils se font éliminer au deuxième tour par la paire allemande Dustin Brown et Michael Kohlmann 6-3, 3-6, 65-7.
Il commence sa saison sur gazon en s'alignant à l'Open de Halle en tant que tête de série no 7. Il élimine Robin Haase, son adversaire au premier tour, sur le score de 64-7, 6-4, 6-4. Au deuxième tour, il ne peut se défaire de l'Allemand Philipp Kohlschreiber (3-6, 65-7). En double avec Ivan Dodig, il s'incline dès le premier tour face aux têtes de série no 1 Rohan Bopanna et Aisam-Ul-Haq Qureshi (5-7, 4-6). Il participe la semaine suivante au tournoi d'Eastbourne, où il est tête de série no 2. Il affronte au premier tour Carlos Berlocq face auquel il s'incline 5-7, 2-6. Lors du tournoi de Wimbledon, il se fait éliminer au premier tour par Fernando González, (3-6, 7-66, 63-7, 4-6).
Avant de retrouver le dur de la tournée américaine, Dolgopolov retourne sur la terre battue du tournoi de Hambourg. En tant que tête de série no 10, il est exempt de premier tour. Au deuxième tour, il s'incline face à Jarkko Nieminen après avoir eu deux breaks d'avance dans le troisième set (3-6, 6-1, 4-6). Il poursuit sa saison avec l'Open de Croatie, où il est tête de série no 2. Après avoir été exempté de premier tour, il bat Filippo Volandri au second (6-1, 6-2). Cette victoire met fin à quatre défaites successives au premier tour. En quart de finale, il sort Albert Ramos 6-3, 7-5, ce qui lui permet d'atteindre les demi-finales face au tenant du titre et ancien no 1 mondial, Juan Carlos Ferrero. Une victoire en 2 sets (6-4, 6-4) lui ouvre les portes de sa deuxième finale sur le circuit en 2011. Il y affronte l'enfant du pays et ancien joueur du top 10 Marin Čilić. Alexandr Dolgopolov a besoin de trois manches pour battre cet adversaire déterminé (6-4, 3-6, 6-3) et remporter ainsi son premier titre ATP en simple.
Lors du Masters du Canada à Montréal, il élimine au premier tour le Québécois Erik Chvojka (6-3, 5-7, 6-4) mais perd face à Tomáš Berdych au second tour (6-4, 2-6, 3-6). La semaine suivante au Masters de Cincinnati il se fait battre dès le premier tour par le Français Richard Gasquet (1-6, 64-7). Au tournoi de Winston-Salem, il atteint les quarts de finale après avoir successivement battu Carlos Berlocq (6-4, 6-4) et Grigor Dimitrov (6-1, 1-6, 7-67). Robin Haase l'emporte en quart de finale sur le score 4-6, 4-6. Dans le dernier Grand Chelem de l'année, l'US Open, il remporte son premier tour face au Portugais Frederico Gil (6-4, 6-2, 7-5). Au second tour, il élimine Flavio Cipolla (6-0, 7-5, 2-6, 5-7, 6-4). Il bat Ivo Karlović au tour suivant (64-7, 6-2, 6-4, 6-4). Il affronte le no 1 mondial, Novak Djokovic, en huitième de finale. Il perd le match (614-7, 4-6, 2-6) après un tie-break serré dans le premier set (14-16), auteur de 25 coups gagnants pour 44 fautes directes.
Il a ensuite joué à Metz lors de l'Open de Moselle où il est exempté de premier tour. Il défait Márcos Baghdatís lors de son premier match (65-7, 7-5, 6-3). Il remporte son quart de finale face à Xavier Malisse qui se retire au début du second set (6-3, 1-0). En demi-finale, il perd face au futur vainqueur du tournoi Jo-Wilfried Tsonga (4-6, 4-6).
La tournée asiatique commence par l'Open de Chine à Pékin. Il s'incline dès le premier tour face à Flavio Cipolla (1-6, 6-1, 0-6). La semaine suivante, il joue le Masters de Shanghai. Il remporte son premier tour face à Łukasz Kubot (6-4, 7-66), son second tour face à Albert Ramos (5-7, 6-3, 6-2) et son troisième tour face à Bernard Tomic (5-7, 6-1, 6-0). Il s'incline finalement en quart de finale face à la surprise du tournoi, Kei Nishikori, (4-6, 3-6).
Plus tard, à Moscou, il s'incline dès son premier match, au second tour, face au qualifié Jérémy Chardy (3-6, 66-7). À Saint-Pétersbourg, la semaine suivante, il perd face à l'Israélien Dudi Sela (2-6, 2-6) au premier tour. À Valence, il ne fait guère mieux en se faisant battre par Marcel Granollers au premier tour (3-6, 4-6). Lors Masters de Paris-Bercy il est tête de série no 14 et ne joue pas au premier tour. Au second tour, il l'emporte face à Philipp Kohlschreiber (6-3, 7-66) mais s'incline en huitième de finale face à David Ferrer (3-6, 2-6).
Il termine l'année à la 15e place mondiale, son meilleur classement.

### 2012: Meilleur classement en carrière
Après un mois passé en Australie pour sa préparation physique. Dolgopolov commence sa saison à l'Open de Brisbane où il est tête de série no 3. Il y atteint la finale après avoir éliminé successivement Alejandro Falla (7-63, 6-2), Igor Andreev (63-7, 7-69, 6-2), la tête de série no 6 Radek Štěpánek (4-6, 6-3, 6-3) et la tête de série no 2 Gilles Simon (6-3, 6-4). En finale, il s'incline sèchement face au no 4 mondial et tête de série no 1 du tournoi Andy Murray (1-6, 3-6). À la suite de ce tournoi, il obtient la 14e place mondiale. La semaine suivante, il participe au World Tennis Challenge : une exhibition sur trois soirs ayant été créée par des anciens joueurs comme Jim Courier ou Roger Rasheed. C'est une exhibition par équipes de 2 joueurs, une « légende » et un joueur actuel, chaque équipe représentant une région du monde (Europe, Australasie, Amériques, International). Alexandr Dolgopolov fait équipe avec Patrick Rafter et représente l'Australasie. Il joue son premier match face à Michaël Llodra et s'incline 5-7, 6-7. Son coéquipier Patrick Rafter remporte quant à lui son match face à Henri Leconte (8-6), ce qui leur permet d'obtenir leur premier point dans l'exhibition.
Alors 13e mondial (meilleur classement pour Dolgopolov), il perd au troisième tour contre Bernard Tomic à l'Open d'Australie, (6-4, 6-7, 66-7, 6-2, 3-6) dans un match intense.
Il revient avec de meilleurs résultats au Masters d'Indian Wells avec un huitième de finale, perdant (3-6, 2-6) contre le no 2 mondial, Rafael Nadal.
Sur terre battue, il réalise un quart à Madrid en battant Pablo Andújar (7-65, 6-4), Andreas Seppi (65-7, 7-65, 6-3) et le 5e mondial, Jo-Wilfried Tsonga (7-5, 3-6, 7-62). Il perd au tour suivant contre l'Argentin Juan Martín del Potro 11e mondial (3-6, 4-6).
Il revient en meilleur forme fin juillet au tournoi de Washington où il est tête de série no 2. Il bat avec facilité ses deux premiers adversaires, puis bat en quart James Blake (7-63, 6-4) ancien numéro 4 mondial, et un autre Américain Sam Querrey (6-4, 6-4) pour se qualifier pour la finale. Il vainc en trois manches (67-7, 6-4, 6-1), l'Allemand Tommy Haas, et remporte son premier ATP 500 en carrière.
Enfin en octobre à l'ATP 500 de Valence, Alexandr se qualifie pour la finale en battant Gilles Müller, Marcel Granollers et Jürgen Melzer le tout en deux sets. Il perd contre le 5e mondial, David Ferrer (1-6, 6-3, 4-6).

### 2014: 1/2 finale à Indian Wells, 1/4 de finale à Miami, finale à Rio de Janeiro puis blessures
Sur fond de révolte dans son pays, Dolgopolov réussit à l'Open du Brésil à Rio de Janeiro sur terre battue la performance d'éliminer les têtes de série numéro 2, 3 et 5 (no 4, 14 et 18 mondial). David Ferrer (6-4, 6-4) en demi-finale, Fabio Fognini (6-1, 6-1) en quart et Nicolás Almagro (2-6, 6-3, 6-0) au premier tour, tous trois spécialistes de la surface. Il échoue cependant face au no 1 mondial, Rafael Nadal (3-6, 63-7) en finale. Puis à Acapulco il arrive en demi-finales, après une bonne victoire contre Ivo Karlović, mais perd contre Kevin Anderson (1-6, 7-5, 4-6).
Au Masters d'Indian Wells, il réussit l'exploit de battre le tenant du titre Rafael Nadal no 1 mondial, au 3e tour (6-3, 3-6, 7-65). Il devient ainsi le premier Ukrainien de l'histoire à battre un numéro 1 mondial de tennis. Il s'impose ensuite face à Fabio Fognini (6-2, 6-4) 14e mondial et Milos Raonic 11e mondial, (6-3, 6-4) en 1 h 20 et atteint le dernier carré, une première pour lui dans un tournoi de cette catégorie. Il s'incline finalement en demi-finale face au 8e mondial, Roger Federer (3-6, 1-6) en tout juste une heure de jeu.
Il atteint les quarts de finale du Masters de Miami en battant notamment le no 3 mondial Stanislas Wawrinka (6-4, 3-6, 6-1). Il est finalement battu par le 7e mondial, Tomáš Berdych (4-6, 63-7) en 1 h 45.
Sa saison sur terre battue est plus compliquée, avec notamment une défaite au deuxième tour du Masters 1000 de Madrid face au Letton Ernests Gulbis (3-6, 4-6) (futur demi-finaliste à Roland-Garros) et au premier tour du Masters 1000 de Rome face à Jo-Wilfried Tsonga (3-6, 65-7). À Roland-Garros, il perd au deuxième tour face à l'Espagnol Marcel Granollers sur le score de (6-1, 6-3, 3-6, 0-6, 2-6) dans un match bien débuté.
Durant la saison sur herbe, Doglopolov se heurte deux fois à Grigor Dimitrov (13e mondial) : en quart de finale (abandon) du tournoi du Queen's, et à Wimbledon au troisième tour sur le score de (7-63, 4-6, 6-2, 4-6, 1-6).

### 2015: Retour de blessures et 1/2 finale à Cincinnati
Au Masters d'Indian Wells il passe ses deux premiers tours avant d'être vaincu (62-7, 4-6) par le Canadien Milos Raonic, 6e mondial. Puis il réalise un bon parcours avec un huitième de finale à Miami, battant Tommy Robredo (61-7, 6-3, 7-5) au deuxième tour puis Thomaz Bellucci, avant de menacer le Serbe Novak Djokovic no 1 mondial, menant 7-63, 4-1 mais perdant finalement dans un gros match (7-63, 5-7, 0-6).
Lors du tournoi sur herbe du Queen's, il affronte et bat Rafael Nadal 10e mondial, au premier tour (6-3, 66-7, 6-4), mais s'incline cependant au tour suivant face à Guillermo García-López. À Nottingham, il s'invite en demi-finale après des victoires sur Donald Young, Pablo Andújar, Dominic Thiem et Lu Yen-hsun, avant d'être battu par l'Américain Sam Querrey (6-4, 3-6, 5-7). Enfin à Wimbledon, il perd au second tour contre le géant croate Ivo Karlović après un énorme match (7-5, 3-6, 4-6, 7-64, 11-13).
Au Masters de Cincinnati, sorti des qualifications, il réussit à se qualifier pour les demi-finales. C'est la deuxième fois qu'il atteint ce stade dans un Masters 1000. Bénéficiant d'un forfait, il est exempté de premier tour. Au second tour, il bat facilement Bernard Tomic (6-4, 6-1). En huitième, il vient à bout de Jerzy Janowicz (6-3, 3-6, 6-4) grâce à un très bon pourcentage de premières balles dans le premier set. Il affronte en quart le Tchèque Tomáš Berdych, 6e mondial, qu'il n'a jamais battu en trois confrontations. Il réalise cependant un excellent match avec un très bon pourcentage de premières balles et bénéficie aussi des fautes directes de son adversaire. Finalement, il l'emporte 6-4, 6-2 en 1 h 15 de jeu tout en maîtrise, se qualifiant ainsi pour les demi-finales avec comme futur adversaire le no 1 mondial Novak Djokovic. Il s'y incline après avoir pourtant remporté le premier set et poussé le Serbe au tie-break dans le second (6-4, 65-7, 2-6) en deux heures vingt d'un combat intense où il réalise 36 coups gagnants, soit 22 de plus que son adversaire, mais commet trop de fautes.

### 2016: Saison écourtée par les blessures
Alexandr Dolgopolov dispute un quart de finale à Sydney où il perd contre Grigor Dimitrov (6-4, 3-6, 4-6), puis un deuxième tour à l'Open d'Australie, où il cède (3-6, 5-7, 1-6) contre le no 3 mondial, Roger Federer.
Sur la terre battue de Rio de Janeiro, après avoir passé ses deux premiers tours, il déclare forfait avant son match en quart contre Rafael Nadal. Puis sur le dur à Acapulco, il vainc sur son parcours Steve Johnson (7-5, 7-64), la tête de série numéro 1 David Ferrer (6-4, 6-4) et Robin Haase, avant de perdre contre l'Australien Bernard Tomic, en demi-finale (6-1, 4-6, 3-6).
Aux Masters d'Indian Wells et de Miami, il atteint le troisième tour où il perd contre le 10e mondial, Richard Gasquet (6-2, 2-6, 1-6) et le 6e mondial, Kei Nishikori (2-6, 2-6), futur finaliste.
Il atteint à nouveau un quart au tournoi de Barcelone, où il perd (5-7, 0-6) contre le futur finaliste, Kei Nishikori.
Il met un terme à sa saison à l'US Open, à l'issue de sa défaite contre David Ferrer sur abandon à cause de blessures récurrentes.

### 2017
De retour de blessure, Alexandr Dolgopolov commence son année doucement. Au tournoi de Buenos Aires en février, il atteint la finale en battant les têtes de série numéro 2 et 4, Pablo Cuevas (6-3, 7-64) et Pablo Carreño Busta (7-5, 6-2). Il bat en finale le Japonais Kei Nishikori, 5e mondial en deux sets parfaitement maîtrisés (7-64, 6-4) en 1 h 40. Il remporte ainsi son troisième tournoi ATP.
Mi-juillet, il atteint sa seconde finale de l'année à Båstad, battant les Argentins Leonardo Mayer et Horacio Zeballos, puis les Russes Karen Khachanov (7-65, 3-6, 7-62) et Andrey Kuznetsov en demie. Il s'incline (4-6, 4-6) contre le vétéran David Ferrer.
Pour le dernier Grand Chelem à l'US Open, Alexandr passe Jan-Lennard Struff dans un match décousu en cinq manches, puis le 18e mondial, Tomáš Berdych (3-6, 6-1, 7-65, 6-2) après 2 h 37 de combat où le Tchèque était diminué par une blessure. Il enchaîne en battant facilement (6-1, 6-0, 6-4) en 1 h 23 le Serbe Viktor Troicki pour se qualifier en huitième de finale, son premier depuis l'US Open 2011.

### 2020
Il annonce la fin de sa carrière en mai 2021.

### Coupe Davis
Alexandr Dolgopolov a joué deux matchs en 2006 et 2007 en Coupe Davis, avant de représenter à nouveau son pays depuis 2013.
En 2006, il s'incline à domicile face au Britannique Andy Murray, alors no 16 mondial. L'année suivante, il perd face au Grec Alexandros Jakupović, 588e mondial, au terme d'un 5e match décisif.
Par la suite, il est en conflit avec la Fédération ukrainienne de tennis à qui il réclame un bonus significatif afin d'être incité à jouer la Coupe Davis,.
Fin janvier 2011, il laisse entendre qu'il pourrait changer de nationalité. Selon lui, « le tennis n'est pas un sport politique comme le football. En tennis, il est possible de choisir ce qui convient le mieux au joueur, le pays où il y a plus de perspectives ». Dolgopolov a déclaré que cela voudrait dire qu'il changerait également d'équipe de Coupe Davis. Le Président de la Fédération de tennis ukrainienne, Vadym Shulman, a déclaré fin février 2011 qu'il pensait que Dolgopolov bluffait et qu'il s'agissait d'un chantage envers sa fédération. Le 13 mars 2011, Dolgopolov insiste sur le fait qu'il est toujours prêt à jouer pour son pays mais uniquement quand les dirigeants de la Fédération de tennis ukrainienne ne seront plus les mêmes.
Dolgopolov rejoue finalement pour l'équipe d'Ukraine de Coupe Davis en février 2013. Il y gagne ses deux matchs de simple face à la Slovaquie. Il affirme alors vouloir contribuer à la montée de l'Ukraine dans le groupe mondial. Son pays dispute cette même année les barrages pour accéder à ce groupe mondial, face à l'Espagne, et Dolgopolov y perd son seul match disputé, face à Fernando Verdasco.
L'Ukrainien a depuis rejoué en Coupe Davis en 2015 et 2017, et totalise 7 victoires et 3 défaites en simple dans la compétition, ainsi que 2 défaites en double.

## Engagement lors du conflit russo-ukrainien de 2022
Lors de l'invasion de l'Ukraine par la Russie en 2022, Dolgopolov intègre l'armée ukrainienne.

## Palmarès

### Titres en simple messieurs
| No | Date       | Nom et lieu du tournoi       | Catégorie | Dotation    | Surface      | Finaliste     | Score          |          |
| -- | ---------- | ---------------------------- | --------- | ----------- | ------------ | ------------- | -------------- | -------- |
| 1  | 25-07-2011 | Studena Croatia Open, Umag   | ATP 250   | 398 250 €   | Terre (ext.) | Marin Čilić   | 6-4, 3-6, 6-3  | Parcours |
| 2  | 30-07-2012 | Citi Open, Washington        | ATP 500   | 1 049 760 $ | Dur (ext.)   | Tommy Haas    | 67-7, 6-4, 6-1 | Parcours |
| 3  | 13-02-2017 | Argentina Open, Buenos Aires | ATP 250   | 546 680 $   | Terre (ext.) | Kei Nishikori | 7-64, 6-4      | Parcours |

### Finales en simple messieurs
| No | Date       | Nom et lieu du tournoi                 | Catégorie | Dotation    | Surface      | Vainqueur       | Score          |          |
| -- | ---------- | -------------------------------------- | --------- | ----------- | ------------ | --------------- | -------------- | -------- |
| 1  | 07-02-2011 | Brasil Open, Costa do Sauípe           | ATP 250   | 470 200 $   | Terre (ext.) | Nicolás Almagro | 6-3, 7-63      | Parcours |
| 2  | 01-01-2012 | Brisbane International, Brisbane       | ATP 250   | 486 000 $   | Dur (ext.)   | Andy Murray     | 6-1, 6-3       | Parcours |
| 3  | 22-10-2012 | Valencia Open 500, Valence             | ATP 500   | 1 424 850 € | Dur (int.)   | David Ferrer    | 6-1, 3-6, 6-4  | Parcours |
| 4  | 17-02-2014 | Rio Open by Claro hdtv, Rio de Janeiro | ATP 500   | 1 309 770 $ | Terre (ext.) | Rafael Nadal    | 6-3, 7-63      | Parcours |
| 5  | 17-07-2017 | SkiStar Swedish Open, Båstad           | ATP 250   | 482 060 €   | Terre (ext.) | David Ferrer    | 6-4, 6-4       | Parcours |
| 6  | 25-09-2017 | Shenzhen Open, Shenzhen                | ATP 250   | 666 960 $   | Dur (ext.)   | David Goffin    | 6-4, 65-7, 6-3 | Parcours |

### Titre en double messieurs
| No | Date       | Nom et lieu du tournoi        | Catégorie    | Dotation    | Surface    | Partenaire     | Finalistes                       | Score             |          |
| -- | ---------- | ----------------------------- | ------------ | ----------- | ---------- | -------------- | -------------------------------- | ----------------- | -------- |
| 1  | 10-03-2011 | BNP Paribas Open Indian Wells | Masters 1000 | 3 645 000 $ | Dur (ext.) | Xavier Malisse | Roger Federer Stanislas Wawrinka | 6-4, 65-7, [10-7] | Parcours |

### Finale en double messieurs
| No | Date       | Nom et lieu du tournoi                     | Catégorie | Dotation  | Surface    | Vainqueurs              | Partenaire    | Score     |          |
| -- | ---------- | ------------------------------------------ | --------- | --------- | ---------- | ----------------------- | ------------- | --------- | -------- |
| 1  | 05-01-2015 | Brisbane International by Suncorp Brisbane | ATP 250   | 439 405 $ | Dur (ext.) | Jamie Murray John Peers | Kei Nishikori | 6-3, 7-64 | Parcours |

## Parcours dans les tournois du Grand Chelem

### En simple
| Année | Open d'Australie | Open d'Australie | Internationaux de France | Internationaux de France | Wimbledon       | Wimbledon       | US Open         | US Open         |
| ----- | ---------------- | ---------------- | ------------------------ | ------------------------ | --------------- | --------------- | --------------- | --------------- |
| 2010  | —                | —                | 3e tour (1/16)           | Nicolás Almagro          | 2e tour (1/32)  | J.-W. Tsonga    | 1er tour (1/64) | David Ferrer    |
| 2011  | 1/4 de finale    | Andy Murray      | 3e tour (1/16)           | Viktor Troicki           | 1er tour (1/64) | F. González     | 1/8 de finale   | Novak Djokovic  |
| 2012  | 3e tour (1/16)   | Bernard Tomic    | 1er tour (1/64)          | S. Stakhovsky            | 2e tour (1/32)  | Benoît Paire    | 3e tour (1/16)  | S. Wawrinka     |
| 2013  | 1er tour (1/64)  | Gaël Monfils     | 1er tour (1/64)          | D. Toursounov            | 3e tour (1/16)  | David Ferrer    | 2e tour (1/32)  | Mikhail Youzhny |
| 2014  | 2e tour (1/32)   | Jérémy Chardy    | 2e tour (1/32)           | M. Granollers            | 3e tour (1/16)  | Grigor Dimitrov | —               | —               |
| 2015  | 1er tour (1/64)  | Paolo Lorenzi    | 1er tour (1/64)          | Nicolás Almagro          | 2e tour (1/32)  | Ivo Karlović    | 1er tour (1/64) | Sam Groth       |
| 2016  | 2e tour (1/32)   | Roger Federer    | —                        | —                        | 2e tour (1/32)  | Daniel Evans    | 1er tour (1/64) | David Ferrer    |
| 2017  | 2e tour (1/32)   | Gaël Monfils     | 2e tour (1/32)           | S. Wawrinka              | 1er tour (1/64) | Roger Federer   | 1/8 de finale   | Rafael Nadal    |
| 2018  | 3e tour (1/16)   | D. Schwartzman   | —                        | —                        | —               | —               |                 |                 |

N.B. : à droite du résultat se trouve le nom de l'ultime adversaire.

### En double
| Année | Open d'Australie              | Open d'Australie           | Internationaux de France    | Internationaux de France    | Wimbledon                     | Wimbledon             | US Open                       | US Open                    |
| ----- | ----------------------------- | -------------------------- | --------------------------- | --------------------------- | ----------------------------- | --------------------- | ----------------------------- | -------------------------- |
| 2010  | —                             | —                          | 2e tour (1/16) D. Istomin   | M. Fyrstenberg M. Matkowski | 1er tour (1/32) D. Istomin    | Marc López D. Marrero | 1er tour (1/32) Björn Phau    | Bob Bryan Mike Bryan       |
| 2011  | 2e tour (1/16) Jan Hájek      | M. Granollers T. Robredo   | 2e tour (1/16) X. Malisse   | D. Brown M. Kohlmann        | —                             | —                     | 1er tour (1/32) A. Ramos      | M. Bhupathi Leander Paes   |
| 2012  | 1er tour (1/32) D. Molchanov  | M. Mertiňák André Sá       | 2e tour (1/16) D. Molchanov | D. Bracciali P. Starace     | —                             | —                     | 1er tour (1/32) L. Dlouhý     | C. Berlocq L. Mayer        |
| 2013  | —                             | —                          | —                           | —                           | —                             | —                     | 1er tour (1/32) X. Malisse    | F. López André Sá          |
| 2014  | 2e tour (1/16) D. Bracciali   | Leander Paes R. Štěpánek   | —                           | —                           | —                             | —                     | —                             | —                          |
| 2016  | 1er tour (1/32) D. Toursounov | Pablo Cuevas M. Granollers | —                           | —                           | 1er tour (1/32) S. Stakhovsky | D. Lajović V. Troicki | 1er tour (1/32) S. Stakhovsky | M. Matkowski Jürgen Melzer |
| 2017  | 1er tour (1/32) Gerald Melzer | F. López Marc López        | —                           | —                           | —                             | —                     | —                             | —                          |

N.B. : le nom du ou de la partenaire se trouve sous le résultat ; le nom des ultimes adversaires se trouve à droite.

## Parcours dans lesMasters 1000
| Année | Indian Wells            | Miami                     | Monte-Carlo               | Rome                      | Madrid                        | Canada                   | Cincinnati             | Shanghai                   | Paris                   |
| ----- | ----------------------- | ------------------------- | ------------------------- | ------------------------- | ----------------------------- | ------------------------ | ---------------------- | -------------------------- | ----------------------- |
| 2010  | —                       | —                         | 1er tour J. Benneteau     | —                         | 2e tour R. Nadal              | 1/8 de finale T. Berdych | 1er tour D. Ferrer     | 2e tour J. Chardy          | —                       |
| 2011  | 3e tour J. M. del Potro | 1/8 de finale R. Nadal    | 1er tour E. Gulbis        | 1er tour P. Starace       | 1er tour S. Giraldo           | 2e tour T. Berdych       | 1er tour R. Gasquet    | 1/4 de finale K. Nishikori | 1/8 de finale D. Ferrer |
| 2012  | 1/8 de finale R. Nadal  | 3e tour J. Tipsarević     | 1/8 de finale N. Djokovic | 1er tour F. Verdasco      | 1/4 de finale J. M. del Potro | 1er tour R. Štěpánek     | 1er tour N. Davydenko  | 1/8 de finale A. Murray    | 1er tour I. Sijsling    |
| 2013  | 2e tour C. Berlocq      | 3e tour Tommy Haas        | 2e tour J. M. del Potro   | 1/8 de finale N. Djokovic | 1er tour Robin Haase          | 2e tour T. Berdych       | 1er tour R. Harrison   | 2e tour R. Nadal           | 1er tour N. Mahut       |
| 2014  | 1/2 finale R. Federer   | 1/4 de finale T. Berdych  | 2e tour G. García         | 1er tour J.-W. Tsonga     | 2e tour E. Gulbis             | —                        | —                      | 1er tour R. Bautista       | 1er tour D. Thiem       |
| 2015  | 3e tour M. Raonic       | 1/8 de finale N. Djokovic | 2e tour G. Monfils        | 2e tour G. García         | —                             | 1er tour G. Dimitrov     | 1/2 finale N. Djokovic | 1er tour Borna Ćorić       | 2e tour D. Ferrer       |
| 2016  | 3e tour R. Gasquet      | 3e tour K. Nishikori      | —                         | 1er tour D. Thiem         | 2e tour M. Raonic             | 1er tour D. Young        | 1er tour K. Anderson   | —                          | —                       |
| 2017  | 2e tour Kohlschreiber   | 1er tour M. Jaziri        | —                         | 1er tour R. Bautista      | —                             | —                        | 2e tour N. Kyrgios     | 1/8 de finale R. Federer   | —                       |
| 2018  | —                       | —                         | —                         | 1er tour N. Djokovic      | —                             | —                        | —                      | —                          | —                       |

N.B. : sous le résultat se trouve le nom de l’ultime adversaire.

## Classements ATP en fin de saison
| Année          | 2005 | 2006 | 2007 | 2008 | 2009 | 2010 | 2011 | 2012 | 2013 | 2014 | 2015 | 2016 | 2017 | 2018 |
| Rang en simple | 1523 | 269  | 226  | 309  | 131  | 48   | 15   | 18   | 57   | 23   | 36   | 62   | 38   | 299  |
| Rang en double | 1696 | 543  | 574  | 819  | 569  | 314  | 44   | 210  | -    | 339  | 416  | -    | -    | -    |

Source : (en) Classements de Alexandr Dolgopolov sur le site officiel de la Fédération internationale de tennis

## Records et statistiques

### Victoires sur le top 10
Toutes ses victoires sur des joueurs classés dans le top 10 de l'ATP lors de la rencontre.
| Légende         |
| --------------- |
| Grand Chelem    |
| Masters         |
| Jeux olympiques |
| Masters 1000    |
| 500 Series      |
| 250 Series      |
| Coupe Davis     |

| #  | A.D.  | Tournoi          | Année | Surface      | Adversaire         | Rang  | Tour   | Score                   |
| -- | ----- | ---------------- | ----- | ------------ | ------------------ | ----- | ------ | ----------------------- |
| 1  | no 46 | Open d'Australie | 2011  | Dur          | Robin Söderling    | no 4  | 1/8    | 1-6, 6-3, 6-1, 4-6, 6-2 |
| 2  | no 23 | Nice             | 2011  | Terre battue | David Ferrer       | no 7  | 1/4    | 6-4, 1-6, 7-5           |
| 3  | no 20 | Madrid           | 2012  | Terre battue | Jo-Wilfried Tsonga | no 5  | 1/8    | 7-5, 3-6, 7-62          |
| 4  | no 54 | Rio de Janeiro   | 2014  | Terre battue | David Ferrer       | no 4  | 1/2    | 6-4, 6-4                |
| 5  | no 31 | Indian Wells     | 2014  | Dur          | Rafael Nadal       | no 1  | 1/16   | 6-3, 3-6, 7-65          |
| 6  | no 23 | Miami            | 2014  | Dur          | Stanislas Wawrinka | no 3  | 1/8    | 6-4, 3-6, 6-1           |
| 7  | no 79 | Queen's          | 2015  | Gazon        | Rafael Nadal       | no 10 | 1/16   | 6-3, 66-7, 6-4          |
| 8  | no 66 | Cincinnati       | 2015  | Dur          | Tomáš Berdych      | no 6  | 1/4    | 6-4, 6-2                |
| 9  | no 32 | Acapulco         | 2016  | Dur          | David Ferrer       | no 8  | 1/8    | 6-4, 6-4                |
| 10 | no 66 | Buenos Aires     | 2017  | Terre battue | Kei Nishikori      | no 5  | Finale | 7-64, 6-4               |

Alexandr Dolgopolov totalise 10 victoires face à des joueurs membres du top 10, dont 9 sur le top 8.